# Cancello ed Arnone
Cancello ed Arnone é uma comuna italiana da região da Campania, província de Caserta, com cerca de 5.156 habitantes. Estende-se por uma área de 49 km², tendo uma densidade populacional de 105 hab/km². Faz fronteira com Casal di Principe, Castel Volturno, Falciano del Massico, Grazzanise, Mondragone, Villa Literno.

## Demografia
| Variação demográfica do município entre 1861 e 2011                               |
|                                                                                   |
| Fonte: Istituto Nazionale di Statistica (ISTAT) - Elaboração gráfica da Wikipedia |